# Ferdinand van Collen

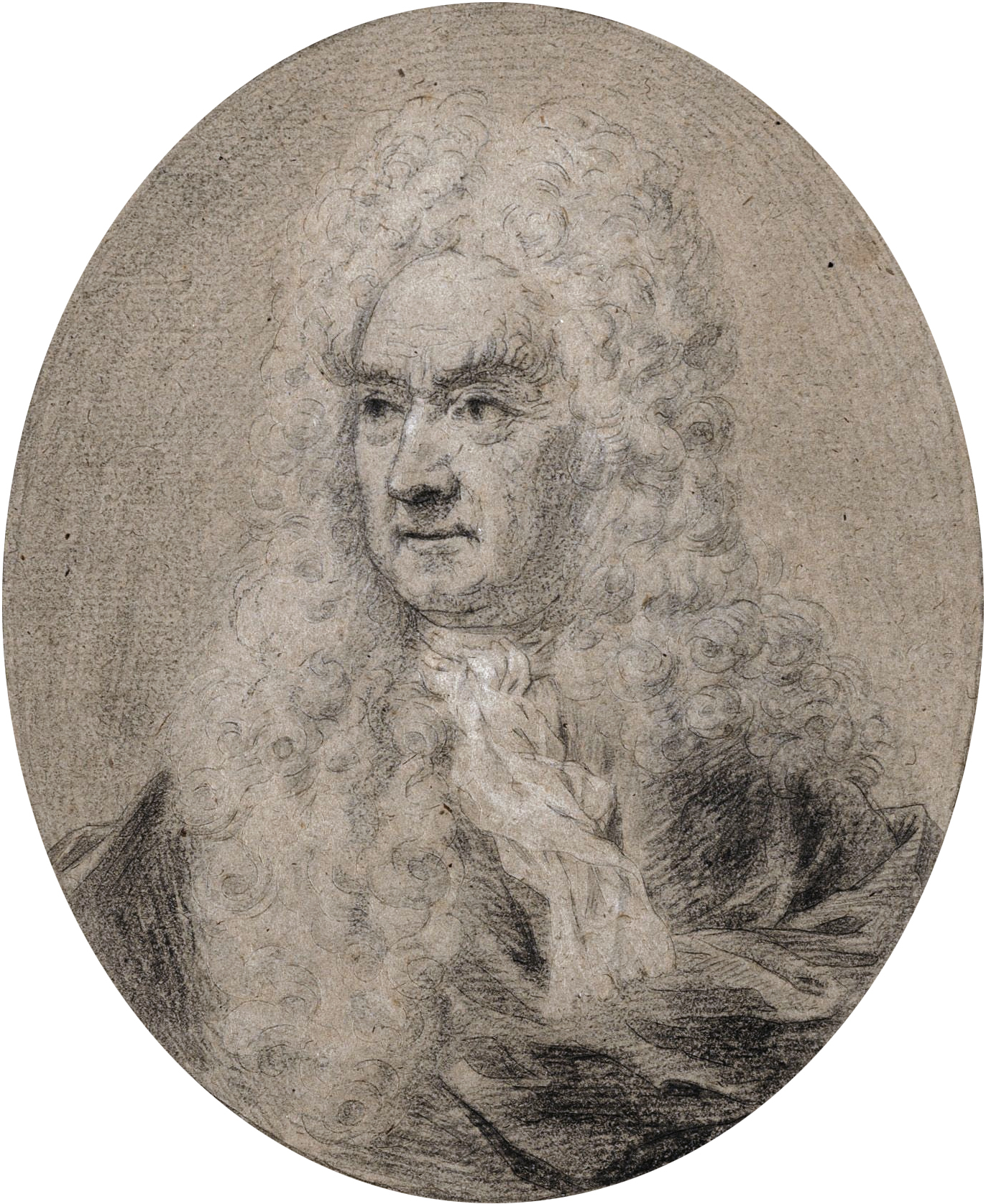
Ferdinand van Collen (1727), durch Jan Wandelaar

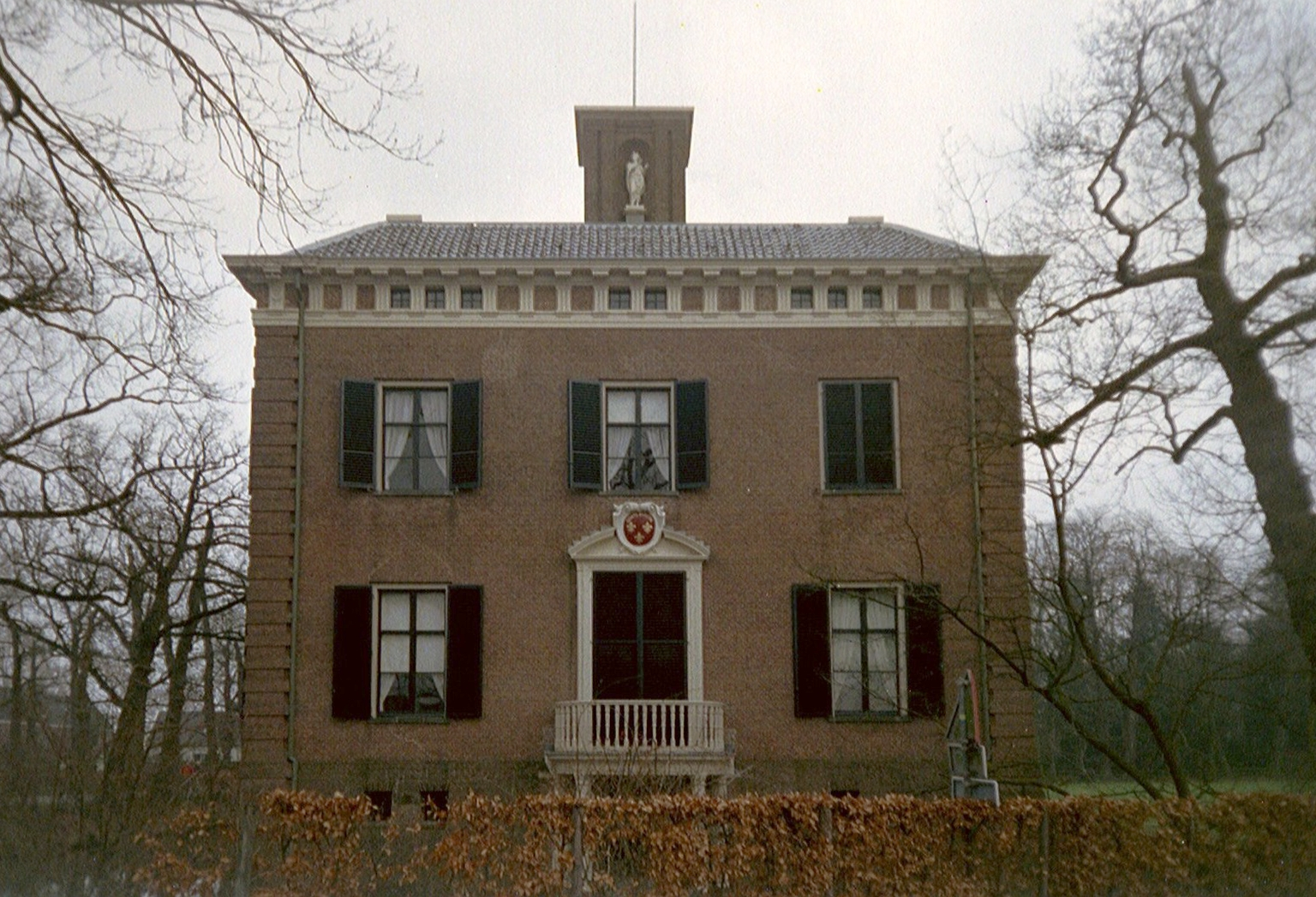
Landsitz Gunterstein

Ferdinand van Collen (* 1651 in Velsen; † 30. Oktober 1735 in Breukelen), Heer von Gunsterstein und Tienhoven, war ein holländischer Aristokrat, Advokat, Verwalter und Stadtregent.

## Biografie
Siehe auch: Regent von Amsterdam
Ferdinand entstammte dem adeligen Geschlecht van Collen. Nach seinem Philosophiestudium an der Universität Franeker begründete er im Jahre 1681 eine Advokatenpraxis in Amsterdam. Van Collen wurde zu einem der Leiter (Bewindhebber) der WIC und im Jahre 1689 zum Direktor der Sozietät von Suriname bestellt. 1694 wurde er in die Vroedschap aufgenommen, zwei Jahre später Schepen. Im Spanischen Erbfolgekrieg arbeitete er als niederländischer Deputierter im Felde. Hierbei nahm er an der Schlacht bei Oudenaarde teil und übermittelte militärische Geheimschriften an Ratspensionär Anthonie Heinsius. Im Jahre 1709 wurde Van Collen zum Amsterdamer Schout benannt. Der mächtige Regent Gerrit Corver hatte sich hierbei als sein Förderer aufgetan. Das Amt des Schouts hatte er bis in das Jahr 1718 inne. In den Jahren 1727, 1731 und 1734 war er Bürgermeister.
Verheiratet war er mit Maria de Bordes, durch welche er im Jahre 1711 Herr von Gunterstein und Tienhoven wurde. Aus dieser Ehe stammte Ferdinand (II) van Collen. Ferdinand van Collens Porträt von Nicolaes Maes hängt noch heutzutage im Landsitz Gunterstein.